# Trinchera cárstica de Karagiye
Karagiye en  en kazajo: Қарақия ойысы, Qaraqııa oıysy; Karagiye significa mandíbula negra en turco es un karst cerca del mar Caspio de 40 kilómetros (24,9 mi) de largo. En su punto más bajo, en Vpádina Kaundy, está aproximadamente a 132 metros por debajo del nivel del mar. Es el punto más bajo en Asia Central, Kazajistán y la antigua Unión Soviética. También es conocido como la Depresión de Karagiye y Fosa de la Montaña de Karagiye.
La trinchera se formó como piedra caliza soluble, dolomita y yeso se disolvió formando baches, embudos y cuevas que finalmente se derrumbaron. Hoy en día la trinchera tiene muchos escarpes y compensa y genera largas nubes de lluvia causadas por el aire que se eleva por encima de ella. Hay una lago temporal en el suroeste de la zanja y un arroyo que se eleva desde un pozo perforado que desaparece de nuevo en la tierra dentro de la zanja.
La trinchera está habitada por  muflones,  zorros corsos, serpientes, liebres y buitres. Es el único lugar dentro de la península de Mangyshlak donde crecen los hongos y estos son recolectados por los locales.